# Gesine Schwan
Pour les articles homonymes, voir Schwan.
Gesine Marianne Schwan, née Schneider le 22 mai 1943 à Berlin, est une universitaire et femme politique allemande, membre du SPD.
Doyenne de l'université européenne Viadrina à Francfort-sur-l'Oder, elle est candidate à la présidence fédérale allemande, en 2004 et 2009 avec le soutien des sociaux-démocrates et des écologistes. Elle est chaque fois battue par l'économiste Horst Köhler.
Depuis septembre 2010, elle participe aux travaux du Groupe Spinelli au Parlement européen en faveur d'une Europe fédérale.

## Biographie

### La famille de Gesine Schwan
Gesine Schwan est la fille d'un ancien inspecteur général de l’Enseignement à Berlin-Reinickendorf ; elle nait dans une famille engagée socialement et qui pendant les années du national-socialisme appartenait aux cercles de résistance protestants et socialistes. C’est ainsi que ses parents au cours de la dernière année de guerre ont caché une petite fille juive. La paix revenue, la famille travaille en faveur de l'amitié avec la Pologne. 
Elle est veuve d'Alexander Schwan, un politiste avec qui elle avait écrit quelques publications, mort en 1989, et mère de deux enfants. Le 3 septembre 2004, elle s’est remariée avec Peter Eigen, fondateur de l’Organisation anti-corruption Transparency International. En 1999, elle indiquait comme hobbies le théâtre, la musique et le ski.

### Un engagement récompensé
Le 28 novembre 2004, Gesine Schwan reçoit le prix Marion-Dönhoff doté de 20 000 euros pour sa contribution à la bonne entente entre les peuples. 
Gesine Schwan est depuis avril 2005 protectrice de l’Association pour les Échanges d'Étudiants en Europe centrale et orientale (GFPS), association bénévole d'étudiants qui travaille à favoriser des échanges de jeunes entre la Pologne, la République tchèque, le Belarus et l'Allemagne. 
Depuis septembre 2005, elle patronne le Girls' Hope, organisation d'aide humanitaire qui encourage la scolarisation de jeunes filles au Kenya.

### Une brillante carrière académique
Jusqu'à son Abitur, elle a fréquenté le Collège français de Berlin à Berlin-Ouest. En 1962, elle a commencé à étudier la linguistique des langues romanes, l’histoire, la philosophie et les sciences politiques à Berlin et Fribourg-en-Brisgau. Elle a terminé ses études par des séjours à Varsovie et à Cracovie. Influencée par le mouvement étudiant de la fin des années soixante, elle adhère au Parti social-démocrate d'Allemagne (SPD) en 1970. 
En 1977, elle commence à enseigner comme professeur de sciences politiques à l’Institut Otto-Suhr de l'université libre de Berlin. Ses thèmes principaux sont les théories politiques du socialisme et du marxisme ainsi que la philosophie. À la même époque, en tant que membre de la commission des valeurs fondamentales du SPD, elle participe à l'élaboration des « principes de base ». Dans le cadre de son enseignement, elle exerce pendant douze mois en 1980 à Washington, D.C.. Elle a également eu des activités d'enseignement à New York et Cambridge, dans le Massachusetts.

### Une opposante de Willy Brandt
Elle est exclue, en septembre 1984, de la commission des valeurs fondamentales du SPD. Critique de la politique de Willy Brandt, elle s'opposait à ce qu'elle jugeait comme de la complaisance à l'égard des régimes communistes, en ce que les sociaux-démocrates soutenaient la théorie selon laquelle l'opposition entre démocratie et dictature est purement théorique.

### Reconnaissance universitaire et retour en politique
Après avoir été présidente de la société allemande pour les sciences politiques entre 1985 et 1987, elle se voit décerner la croix de première classe de l'Ordre du Mérite de la République fédérale d'Allemagne en 1993. Trois ans plus tard, réhabilitée par le SPD, elle est de nouveau admise à la commission des valeurs fondamentales. Au début de l'année 1999, elle échoue à se faire élire présidente de l'université libre de Berlin, au profit de Peter Gaehtgens.

### Des postes de direction dans l'enseignement supérieur
Le 22 juillet 1999, elle est élue présidente de l'université européenne Viadrina, située à Francfort-sur-l’Oder en ex-Allemagne de l'Est, par le Sénat académique du conseil des universités du Brandebourg. Elle prend ses fonctions le 1er septembre suivant. Six semaines plus tard, le 13 octobre, elle reçoit la médaille Urania par le bourgmestre-gouverneur de Berlin Eberhard Diepgen, pour son travail en faveur de l'éducation populaire et la formation des adultes.
Le 16 janvier 2004, dans une interview à DeutschlandRadio de Berlin, elle jugeait que le débat en cours concernant les universités élitistes en Allemagne était à courte vue.
Cette même année 2004, elle est nommée coordinatrice des relations germano-polonaises par le chancelier fédéral social-démocrate Gerhard Schröder. Conservant ce poste sous Angela Merkel en 2005, elle quitte la présidence de la Viadrina le 30 septembre 2008, à l'issue de son mandat de neuf ans. Treize mois plus tard, la libérale Cornelia Pieper la remplace dans ses fonctions de coordinatrice.
Le 15 mars 2010, elle prend la présidence de la « Humboldt-Viadrina School of Governance ».

### Candidate à la présidence fédérale d'Allemagne
Le 4 mars 2004, le Parti social-démocrate d'Allemagne et l'Alliance 90 / Les Verts, au pouvoir au niveau fédéral, proposent sa candidature à la présidentielle du 23 mai suivant. Le président social-démocrate sortant, Johannes Rau, élu en 1999, renonce en effet à se présenter pour un second mandat. Affrontant l'économiste Horst Köhler, soutenu par les Unions chrétiennes et le Parti libéral-démocrate (FDP), elle est battue au premier tour de scrutin, par 589 voix contre 604, soit dix suffrages de plus que prévu au regard du rapport de force à l'Assemblée fédérale.
Elle est de nouveau candidate cinq ans plus tard, lors de l'élection du 23 mai 2009. Le duel du scrutin de mai 2004 se répète, le président sortant ayant postulé pour un second quinquennat, et conduit au même résultat, à savoir l'élection de Köhler dès le premier tour. Cependant, lors de cette élection, la candidature de Gesine Schwan recueille seulement 503 voix, soit onze de moins que le total des délégués du SPD et des Grünen.